# Океан (митология)
Океан (на старогръцки: Ὠκεανός; на латински: Oceanus) в древногръцката митология е титан от първото поколение.
Океан (Okeanos) е най-големият от дванадесетте титани. Той олицетворява безкрайната, дълбока и най-древна река, опасваща земята. На Запад тя бележи границата между света на живите и мъртвите. Тази река е началото на всички други реки, потоци и морски течения. От нея тръгват и към нея се спускат Слънцето, Луната и звездите.
Син е на Уран и Гея. Брат и съпруг е на титанидата Тетида, от която има 3 хиляди дъщери – океанидите и също толкова синове – речните потоци. Океан е известен със своята миролюбовост и доброта. Напразно се опитва да помири Прометей и Зевс. Според митовете той не участва в битките на титаните срещу Зевс. Взема страната на новите богове и така запазва властта си и доверието на Олимпийците. Океан и Тетида живеят в своя подземен дворец и не се месят в делата на другите богове.

## Образът на Океан в изобразителното изкуство
В елинистичната и римската мозайка Океан често е изобразяван с тялото на мускулест мъж с дълга брада и рога, които често приличат на щипките на рак и с тяло на змия. В римски мозайки, като например тази от музея Бардо в Тунис, той може да носи кормилното гребло и е изобразен в морска колесица (лодка, теглена от фантастични коне). В течение на време рогата и опашката се премахват от образа му и вече в барока се изобразява само с тяло на мускулест мъж с брада. Често се появява в бароковите фонтани, където е заобиколен от други фантастични морски създания (пример – Статуята на бог Океан, във Фонтана ди Треви, Рим).

## Митология
Океанос е водно божество с необичайно интересен произход на своето име. Той бил титан от първото поколение богове, което било свалено от власт в борбата с олимпийските божества. В гръцката митология река Океан била фантастичната представа за световния океан у древния човек, който опасвал в кръг земята около екватора докрая на света и събирал водите на всички потоци и влагата на облаците. Персонификацията на световния океан е в лицето на бога титан Океан.
Думата „океан“ има гръцки произход и означава буквално в синина, в синьото, в синината – О 'кианос. Митологичният Океан е част от старото и низверганато поколение от богове-титани, в това число и божеството Океан. Титаните били наказани и пазени от сторъките великани хекатонхейри в най-мрачните части на подземното царство.

## Произход
Думата океанос има изцяло индоевропейски произход. В буквален превод се превежда като „вода в кръг“. Точно такава била и древната представа за реката Океан като „река, обгръщаща в кръг земята“. Индоевропейския произход закономерно се асоциира с местното индоевропейско население на Балканите с тракийски етническа принадлежност.
Първата представа за семантичното съдържание на думата океан е дадена от Омир, според който океана е световен поток (река), обхващат от всички страни кръглата земя.